# Marie-Zélia Lafont
Marie-Zélia Lafont (Mourenx, 9 de enero de 1987) es una deportista francesa que compite en piragüismo en la modalidad de eslalon.
Ganó dos medallas en el Campeonato Mundial de Piragüismo en Eslalon, oro en 2018 y bronce en 2015, y cinco medallas en el Campeonato Europeo de Piragüismo en Eslalon entre los años 2013 y 2019.

## Palmarés internacional
| Campeonato Mundial | Campeonato Mundial      | Campeonato Mundial | Campeonato Mundial |
| Año                | Lugar                   | Medalla            | Competición        |
| ------------------ | ----------------------- | ------------------ | ------------------ |
| 2015               | Londres (Reino Unido)   | Medalla de bronce  | K1 por equipos     |
| 2018               | Río de Janeiro (Brasil) | Medalla de oro     | K1 por equipos     |
| Campeonato Europeo |                         |                    |                    |
| Año                | Lugar                   | Medalla            | Competición        |
| 2013               | Cracovia (Polonia)      | Medalla de oro     | K1 por equipos     |
| 2015               | Markkleeberg (Alemania) | Medalla de bronce  | K1 por equipos     |
| 2017               | Tacen (Eslovenia)       | Medalla de bronce  | K1 individual      |
| 2017               | Tacen (Eslovenia)       | Medalla de bronce  | K1 por equipos     |
| 2019               | Pau (Francia)           | Medalla de oro     | K1 por equipos     |